# René Schwachhofer
René Max Adolf Schwachhofer (* 28. Mai 1904 in Stuttgart; † 10. Juli 1970 in Falkensee) war ein deutscher Lyriker, Essayist, Übersetzer und Kritiker.

## Leben
Schwachhofer war von 1925 bis 1927 Schüler der reformpädagogischen Freien Schulgemeinde Wickersdorf bei Saalfeld im Thüringer Wald. Er erhielt 1933 Schreibverbot, konnte spätestens 1937 wieder publizieren. Nach 1945 lebte er in Leipzig als Lehrer an der Volkshochschule und später in Falkensee  bei Berlin.
Kurt Schwaen und Ruth Zechlin haben jeweils eines seiner Gedichte vertont. Ein weiteres seiner Gedichte wurde von Friedemann Schmidt-Mechau in seinem Konzert-Zyklus "Von der schwarzen Erde dieser Welt" verwendet.:

„Ich trage das Schandmal der Armut / Durch meine Träume treiben / die Verfolgten und Elenden. / Mich berührt der Aussatz der Erde / Meine Stimme füllt sich mit Haß.“

## Werke
- Über Asche und Feuer. Gedichte 1932 – 1963. Union Verlag, Berlin 1964
- Die Gestalten. Verlag Volk und Welt, Berlin 1957
- Spiegel unseres Werdens. Verlag der Nation, Berlin 1969
- Blick aus drei Fenstern. Verlag der Nation, 1969, als Herausgeber
- Vom Schweigen befreit. Gedichte und Lieder aus den letzten drei Jahrzehnten. Rupert, Leipzig 1947
- Bettelsack und Freiheit. Leben und Werk Alexander Petöfis. Gustav Kiepenheuer Verlag, Weimar 1954
- Aus dem Schatten ans Licht. Dichter im Umbruch der Zeiten. Verlag der Nation, 1955 (Auswahl und Einleitungen:  Holzschnitte: Friedrich Stein)
- Worte der Zeit. Mitteldeutscher Verlag, Halle/Saale, 1956, als Herausgeber (Texte von Walter Steinbach)